# Lygodactylus tsavoensis
Lygodactylus tsavoensis (цавойський карликовий гекон) — вид геконоподібних ящірок родини геконових (Gekkonidae). Мешкає в Кенії і Танзанії. Описаний у 2019 році. 

## Поширення і екологія
Цавойські карликові гекони мешкають в регіоні Цаво в графстві Таїта-Тавета на півдні Кенії та в регіоні Аруша на півночі Танзанії. Вони живуть в саванах і рідколіссях.